# 白皮松
白皮松（学名：Pinus bungeana），别名白骨松，三针松，白果松，虎皮松，蟠龙松等，是一种原产于中国的松树。白皮松是生长缓慢的乔木，树高可达15到25米。白皮松光滑，灰绿色的树皮逐渐呈圆形脱落，显示出浅黄色的斑块，随着日照会变成黄褐色，红色，或紫色。1831年，德裔俄国人亚历山大·冯·本格博士（Alexander von Bunge）在北京附近的寺庙的树林里发现了白皮松，并其命名。

## 特征
白皮松是一种宽阔，有些茂密的乔木，枝条向上大范围地伸展。白皮松的叶子为针状，叶鞘脱落，三针一束，表面光滑呈绿色, 6-9厘米长，2毫米宽。白皮松的球果呈卵圆形长4-7厘米，直径3-5厘米，深棕色并有少量种鳞。白皮松的种子6-8 毫米长，种翅短，有关节，靠星鸦散播。

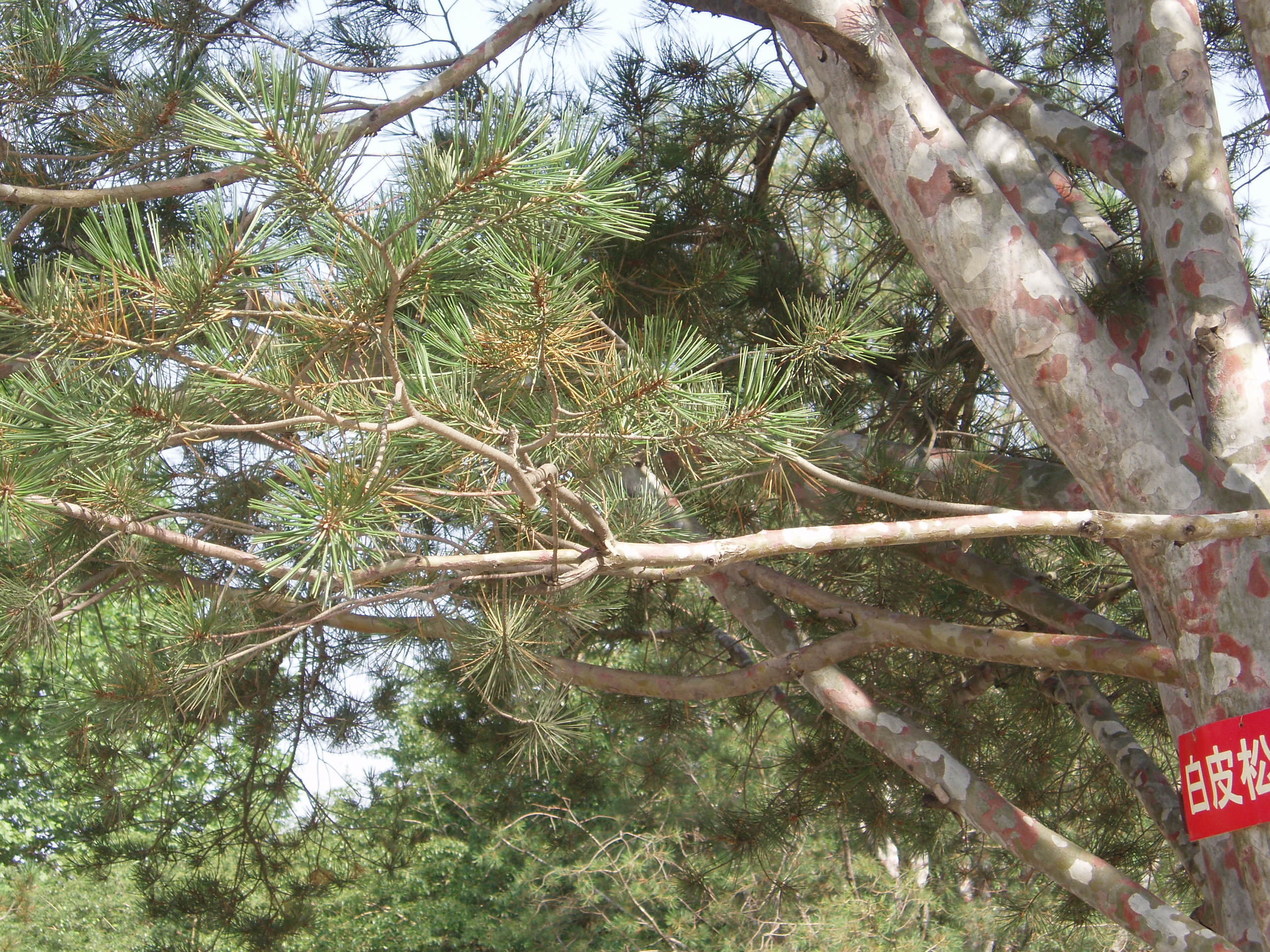
树皮和树叶
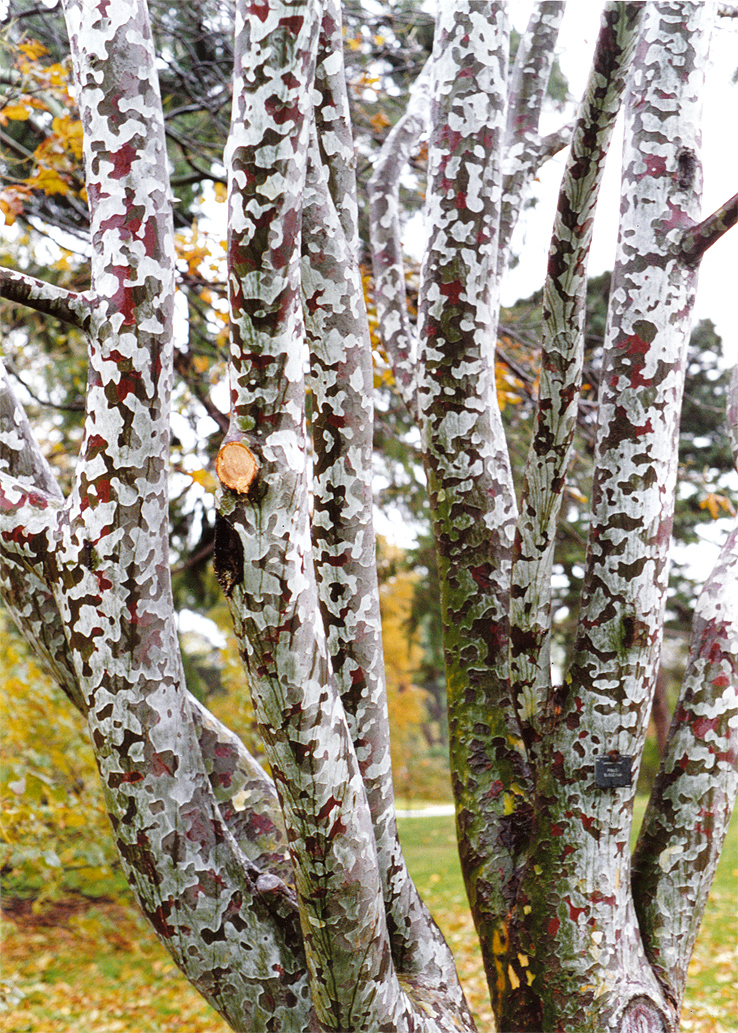
斑驳的树皮

## 分布
白皮松的自然分布较广，见于甘、陕、晋、豫、川、鄂、湘，但林分面积不大。分布区以东为东伏牛山-太行山分水岭，以西为甘肃天水麦积山-四川广元，以南为四川江油-湖南壶瓶山, 以北为北太岳山-关帝山-黄龙山-关山-小陇山。分布海拔为600米至1850米，分布幅度为300-1200米。甘肃两当县拥有最大的白皮松天然林，占地600平方百（1,500英畝），山西和陕西也是其主产区。
由于外形好看，且抗寒（成年耐零下30摄氏度低温）、抗盐碱（耐盐碱度小于等于0.3%） 、抗旱、抗污染，白皮松作为园林和绿化植物在中国大面积栽培，向北可达沈阳，但这些北部地区幼苗需要进行防寒防冻保护。韩国、美国也有引种白皮松，特别是韩国，已经是常见的行道树种之一。

## 用途
白皮松是一种重要的观赏树种，主要为其具装饰性的树皮而栽培，许多人认为白皮松是所有松树中最美丽的树种。在中国，白皮松被广泛地栽培于寺庙附近， 一些树木据记载已有1000年以上的树龄。1846年，白皮松被引进到欧洲和北美洲，在许多植物园中栽培有白皮松，在公园中也可以偶尔见到。
白皮松的松果可以入中药，称为白松塔，性温味苦。

## 著名古树

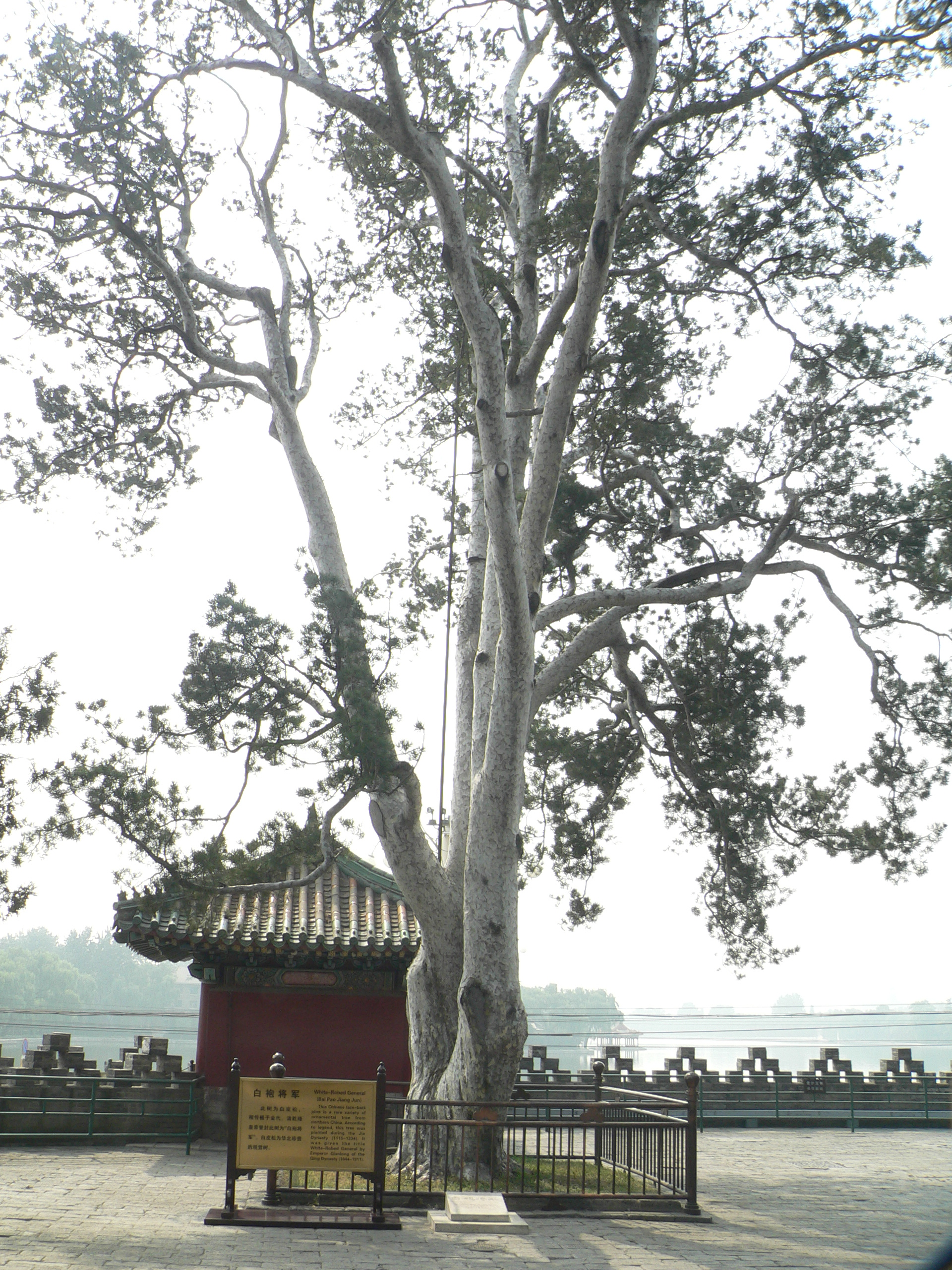
白袍将军

- 北京戒台寺九龙松，位于戒台寺山门前，树冠高达18米，有九条银白色树干，故名九龙松，据记载是唐代武德年间种植，迄今已有1300余年。
- 北京北海公园白袍将军，位于团城，两棵白皮松，树冠高达30多米，据记载是金代种植，迄今已有800多年。清代乾隆帝曾册封为白袍将军。
- 陕西西安温国寺白虎皮松，相传植于唐代。
- 山东曲阜颜庙唐代白皮松，相传植于唐代，被认为是最古的白皮松。